# ギリシア神話の固有名詞一覧
ギリシア神話の固有名詞一覧（ギリシアしんわのこゆうめいしいちらん）は、ギリシア神話に登場する神名・人名・地名などの一覧。

名称は、日本語で長音を省略して表記される場合もある。例えばアテーナーをアテナ、アポローンをアポロンのようにする場合がある。以下の一覧において、別表記には単純な長音の省略以外の表記を記す。

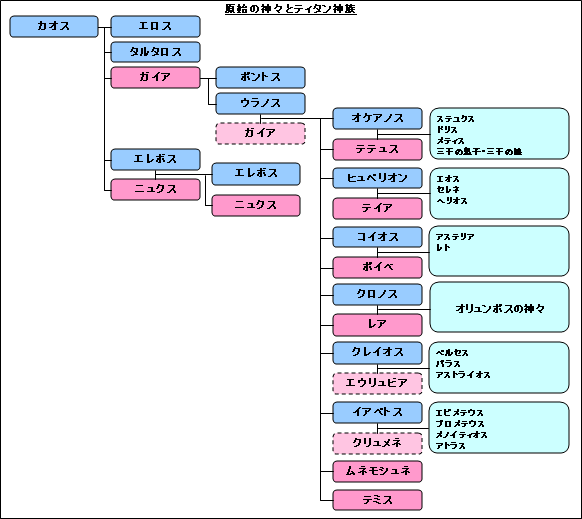
原始の神々とティーターン神族の系譜

## 神
主役級の一部の神々を除き、多くの神の名は一般名詞の転用（一般名詞を神格化したもの）である。たとえば Μνημοσύνη 「ムネーモシュネー」、Νίκη 「ニーケー」、Νύξ 「ニュクス」、Χρόνος 「クロノス」はそれぞれ「記憶」「勝利」「夜」「時間」といった一般名詞にほかならない。

### オリュンポス十二神
| 名前             | 別表記                             | ギリシア語 | ラテン文字転写 | 性   | 概要                                                                           |
| ---------------- | ---------------------------------- | ---------- | -------------- | ---- | ------------------------------------------------------------------------------ |
| アテーナー       | アテーネー、アタナ、アテーナイエー | Ἀθηνᾶ      | Athēnā         | 女神 | 都市の守護、戦い、知恵、芸術等を司る。                                         |
| アプロディーテー | アフロディテ                       | Ἀφροδίτη   | Aphrodītē      | 女神 | 愛と美を司る。                                                                 |
| アポローン       |                                    | Ἀπόλλων    | Apollōn        | 男神 | アルテミスの兄弟。芸術、光明を司る。                                           |
| アルテミス       |                                    | Ἄρτεμις    | Artemis        | 女神 | アポローンの姉妹。狩猟、貞潔、豊穣を司る。                                     |
| アレース         |                                    | Ἄρης       | Arēs           | 男神 | 戦を司る。                                                                     |
| ゼウス           |                                    | Ζεύς       | Zeus           | 男神 | オリュンポスの主神。全宇宙や天候を支配する天空神。                             |
| デーメーテール   |                                    | Δημήτηρ    | Dēmētēr        | 女神 | 豊穣を司る。                                                                   |
| ヘスティアー     |                                    | Ἑστία      | Hestiā         | 女神 | 竈・炉を司る。                                                                 |
| ヘーパイストス   | ヘファイストス                     | Ἥφαιστος   | Hēphaistos     | 男神 | 炎・鍛冶を司る。                                                               |
| ヘーラー         | ヘレ                               | Ἥρα        | Hērā           | 女神 | ゼウスの妻。結婚、母性、貞節を司る。                                           |
| ヘルメース       |                                    | Ἑρμῆς      | Hermēs         | 男神 | 伝令神。旅人や商人の守護神。                                                   |
| ポセイドーン     |                                    | Ποσειδῶν   | Poseidōn       | 男神 | 海と地震を司る。                                                               |
| ディオニューソス | バッコス                           | Διόνυσος   | Dionȳsos       | 男神 | ヘスティアーの代わりに十二神に数えられることがある。葡萄酒、豊穣、酩酊を司る。 |
| ハーデース       | プルートーン                       | Ἅιδης      | Hādēs          | 男神 | 冥界の神であるため一般的には十二神には含まれない。                             |
| ペルセポネー     | ペルセフォネ、コレー               | Περσεφόνη  | Persephonē     | 女神 | ハーデースの妻。冥界の神であるため一般的には十二神に含まれない。               |

### その他の神々
| 名前                 | 別表記                       | ギリシア語   | ラテン文字転写 | 性   | 概要                                                                     |
| -------------------- | ---------------------------- | ------------ | -------------- | ---- | ------------------------------------------------------------------------ |
| アイオーン           |                              | Αἰών         | Aiōn           | 男神 | 時間の神。                                                               |
| アイテール           |                              | Αἰθήρ        | Aithēr         | 男神 | 原初の天空神。高天の澄明な気。                                           |
| アシアー             |                              | Ἀσία         | Asiā           | 女神 | オーケアノスとテーテュースの娘。アジアの語源とされる。                   |
| アスクレーピオス     |                              | Ἀσκληπιός    | Asklēpios      | 男神 | アポローンの息子。医神。                                                 |
| アステリアー         |                              | Ἀστερία      | Asteriā        | 女神 | 「星座」「星の女」の意味。レートーの姉妹、ヘカテーの母とされる。         |
| アストライアー       |                              | Ἀστραία      | Astraiā        | 女神 | 「星乙女」の意味。正義の女神ディケーと同一視された。                     |
| アストライオス       |                              | Ἀστραῖος     | Astraios       | 男神 | 「星の男」の意味。風の神々の父。                                         |
| アーテー             |                              | Ἄτη          | Ātē            | 女神 | 「破滅」の意味。狂気の神格化。                                           |
| アトラース           |                              | Ἄτλας        | Atlās          | 男神 | ティーターン。両腕と頭で天を支えているとされる。                         |
| アネモイ             |                              | Ἄνεμοι       | Anemoi         | 男神 | 風の神々。                                                               |
| アパイアー           |                              | Ἀφαία        | Aphaiā         | 女神 | アルテミス等と同一視される。                                             |
| アパテー             |                              | Ἀπάτη        | Apatē          | 女神 | 「欺瞞」「不実」等の意味。また、その神格化。                             |
| アムピトリーテー     | アンピトリテ、アンフィトリテ | Ἀμφιτρίτη    | Amphitrītē     | 女神 | ポセイドーンの妻、海の女神。                                             |
| アリスタイオス       |                              | Ἀρισταῖος    | Aristaios      | 男神 | 養蜂、チーズの製法等を発明したとされる。                                 |
| アンテロース         |                              | Ἀντέρως      | Anterōs        | 男神 | 返愛の神。エロースの弟とされる。                                         |
| イーアペトス         |                              | Ἰάπετος      | Īapetos        | 男神 | ティーターン。プロメーテーウス、エピメーテウス兄弟等の父。               |
| イーノー             | レウコテアー、レウコトエー   | Ἰνώ          | Īnō            | 女神 | ディオニューソスの叔母にあたる。人間であったが死後に女神とされた。       |
| イーリス             |                              | Ἶρις         | Īris           | 女神 | ティーターンの娘。伝令神。虹の神。                                       |
| ウーラノス           |                              | Ουρανός      | Ouranos        | 男神 | 「天」の意味。原初の神々の王。ガイアの息子にして夫。                     |
| ウーレア             |                              | Oὔρεα        | Ourea          |      | 山の神々。ガイアの子。                                                   |
| エイデュイア         |                              | Εἰδυῖα       | Eidyia         | 女神 | オーケアノスとテーテュースの娘。                                         |
| エイレイテュイア     |                              | Εἰλείθυια    | Eileithyia     | 女神 | 結婚、出産の神。                                                         |
| エウリュノメー       |                              | Εὐρυνόμη     | Eurynomē       | 女神 | オーケアノスとテーテュースの娘。                                         |
| エウリュビアー       |                              | Εὐρυβία      | Eurybiā        | 女神 | ガイアとポントスの娘。                                                   |
| エーオース           |                              | Ἠώς          | Ēōs            | 女神 | 「暁」の神格化。                                                         |
| エニューオー         |                              | Ἐνυώ         | Enȳō           | 女神 | 「恐怖」の意味。戦いの神。                                               |
| エピメーテウス       |                              | Ἐπιμηθεύς    | Epimētheus     | 男神 | ティーターン。プロメーテウスの弟で、パンドーラーの夫。                   |
| エルピス             |                              | ἐλπίς        | Elpis          | 女神 | 希望の神。                                                               |
| エリス               |                              | Ἔρις         | Eris           | 女神 | 不和と争いの神。                                                         |
| エリーニュス         | 複数：エリーニュエス         | Ἐρινύς       | Erīnys         | 女神 | 復讐の神々。アレークトー、ティーシポネー、メガイラの三柱とされる。       |
| エレボス             |                              | Ἔρεβος       | Erebos         | 男神 | 原初の神。「幽冥」の神格化。                                             |
| エロース             |                              | Ἔρως         | Erōs           | 男神 | 恋心、性愛の神。原初の神、あるいはアプロディーテーの息子とされる。       |
| オイジュス           |                              | Ὀϊζύς        | Oizys          | 女神 | 「苦悩」の神格化。                                                       |
| オーケアノス         |                              | Ωκεανός      | Ōkeanos        | 男神 | ティーターン。海洋、外洋の神。                                           |
| オネイロス           | 複数：オネイロイ             | Ὄνειρος      | Oneiros        | 男神 | 「夢」の神格化。                                                         |
| オピーオーン         | オピオネウス                 | Ὀφίων        | Ophīōn         | 男神 | オリュンポスの原初の支配者とされる。                                     |
| ガイア               | ゲー                         | Γαῖα         | Gaia           | 女神 | 「大地」の意味。、原初の大地母神。                                       |
| カイロス             |                              | Καιρός       | Kairos         | 男神 | 「機会」「チャンス」の神格化。                                           |
| カオス               |                              | Χάος         | Chaos          | 男神 | 「空隙」「混沌」の意味。原初の神。                                       |
| カベイロス           | 複数：カベイロイ             | Καβειρώς     | Kábeirōs       |      | 鍛冶、豊穣の神々。                                                       |
| カリス               | 複数：カリテス               | Χάρις        | Charis         | 女神 | 美と優雅を司る神々。                                                     |
| カリュプソー         | カリプソ                     | Καλυψώ       | Kalypsō        | 女神 | 海の女神。オーケアニスもしくはネーレーイスの一柱とされる。               |
| カローン             |                              | Χάρων        | Charōn         | 男神 | 冥府の河の渡し守。                                                       |
| キュクロープス       | サイクロプス                 | Κύκλωψ       | Kýklōps        | 男神 | 単眼の巨人。卓越した鍛冶の技術を持つ。                                   |
| キルケー             |                              | Κίρκη        | Kirkē          | 女神 | 魔女（ニュンペー）であるが、元来は月、あるいは愛の女神であったとされる。 |
| グラウコス           |                              | Γλαῦκος      | Glaukos        | 男神 | もとは漁師であったが、予言をする海の神になった。                         |
| クラトス             |                              | Κράτος       | Kratos         | 男神 | 強さや力の神格化。                                                       |
| クレイオス           |                              | Κρεῖος       | Kreios         | 男神 | ティーターン。                                                           |
| クロノス             |                              | Κρόνος       | Kronos         | 男神 | ティーターンの王。大地と農耕の神。                                       |
| クロノス             |                              | Χρόνος       | Chronos        | 男神 | 時間の神。                                                               |
| ケートー             |                              | Κητώ         | Kētō           | 女神 | 海の危険性や恐怖の神格化。                                               |
| ゲーラス             |                              | Γῆρας        | Gēras          | 男神 | 「老年」を意味する。原初の神。                                           |
| ケール               | 複数：ケーレス               | Κήρ          | Kēr            | 女神 | 戦場で死をもたらす悪霊。                                                 |
| コイオス             |                              | Κοῖος        | Koios          | 男神 | ティーターン。                                                           |
| ザグレウス           |                              | Ζαγρεύς      | Zagreus        | 男神 | オルペウス教の少年神。                                                   |
| ステュクス           |                              | Στύξ         | Styx           | 女神 | 地下を流れているとされる大河、ステュクスの神格化。                       |
| セレーネー           |                              | Σελήνη       | Selēnē         | 女神 | 月の神。                                                                 |
| ゼーロス             |                              | Ζῆλος        | Zēlos          | 男神 | 熱意、競争心等の神格化。                                                 |
| タウマース           |                              | Θαύμας       | Thaumās        | 男神 | ガイアとポントスの子。                                                   |
| タナトス             |                              | Θάνατος      | Thanatos       | 男神 | 「死」の神格化。                                                         |
| ダプネー             | ダフネ                       | Δάφνη        | Dáphnē         | 女神 | 「月桂樹」の意味。ニュンペー。                                           |
| ダミアー             |                              | Δαμια        | Damiā          | 女神 | 繁栄、多産、豊穣の女神。                                                 |
| タラッサ             |                              | Θάλασσα      | Thalassa       | 女神 | 原初の神。「海」の神格化。                                               |
| タルタロス           |                              | Τάρταρος     | Tartaros       | 男神 | 原初の神。「奈落」の神格化。                                             |
| テイアー             |                              | Θεία         | Theiā          | 女神 | ティーターン。                                                           |
| ディオーネー         |                              | Διώνη        | Diōnē          | 女神 | ティーターン、もしくはアトラースの娘。                                   |
| デイモス             |                              | Δεῖμος       | Deimos         | 男神 | 「恐怖」の神格化。                                                       |
| テーテュース         |                              | Τηθύς        | Tēthȳs         | 女神 | ティーターン。                                                           |
| テティス             |                              | Θέτις        | Thetis         | 女神 | ネーレーイスの一柱。アキレウスの母。                                     |
| テミス               |                              | Θέμις        | Themis         | 女神 | 「掟」の神格化。                                                         |
| テューポーン         |                              | Τυφών        | Tȳphōn         | 男神 | 巨人。怪物ともされる。エキドナとの間に多くの怪物をもうける。             |
| テュケー             |                              | Τύχη         | Tȳchē          | 女神 | 「運」を意味する。                                                       |
| デュスノミアー       |                              | Δυσνομία     | Dysnomiā       | 女神 | 不法の女神。                                                             |
| トリアイ             |                              | Θριαι        | Thriai         | 女神 | 占いを司る三柱のニュンペー。                                             |
| トリートーン         |                              | Τρίτων       | Trītōn         | 男神 | 海の神。                                                                 |
| ニーケー             |                              | Νίκη         | Nīkē           | 女神 | 勝利の女神。ステュクスの娘、アテーナーの随神。                           |
| ニュクス             |                              | Νύξ          | Nyx            | 女神 | 「夜」の神格化。                                                         |
| ネメシス             |                              | Νέμεσις      | Nemesis        | 女神 | 人間の傲慢（ヒュブリス）に対する神々の憤りの神格化。                     |
| ネーレウス           |                              | Νηρεύς       | Nēreus         | 男神 | 海の神。                                                                 |
| パナケイア           |                              | Πανάκεια     | Panakeia       | 女神 | 癒しを司る女神。アスクレーピオスの娘。                                   |
| ハルポクラテース     |                              | Ἁρποκράτης   | Harpocratēs    | 男神 | 沈黙の神。エジプト神話のホルスをギリシア化したもの。                     |
| ハルモニアー         |                              | Ἁρμονία      | Harmoniā       | 女神 | 調和の女神。                                                             |
| パーン               | アイギパーン                 | Πάν          | Pān            | 男神 | 半獣の牧神。                                                             |
| パンタソス           |                              | Φαντασος     | Phantasos      | 男神 | 夢の神。                                                                 |
| パンディーア         |                              | Πανδία       | Pandia         | 女神 | ゼウスとセレーネーの娘。                                                 |
| ビアー               |                              | Βία          | Biā            | 女神 | 力、勇敢、暴力等の神格化。                                               |
| ピーエリス           |                              | Πιερίς       | Pieris         | 女神 | 音楽と文芸の女神たち。ムーサの別名ともされる。                           |
| ヒュギエイア         |                              | Ὑγίεια       | Hygieia        | 女神 | 健康、衛生を司る。アスクレーピオスの娘。                                 |
| ヒュプノス           |                              | Ὕπνος        | Hypnos         | 女神 | 眠りの神。                                                               |
| ヒュペリーオーン     | ハイペリオン                 | Ὑπερίων      | Hyperīōn       | 男神 | ティーターン。太陽神、光明神とされる。                                   |
| ヒュメナイオス       | ヒュメーン                   | Ὑμέναιος     | Hymenaios      | 男神 | 結婚の祝祭の神。                                                         |
| ピリュラー           |                              | Φιλύρā       | Philyrā        | 女神 | 「菩提樹」の意味。ケイローンの母。                                       |
| ピロテース           |                              | Φιλότης      | Philotēs       | 女神 | 愛欲の神格化。                                                           |
| プシューケー         | プシケ、サイキ               | Ψυχή         | Psȳchē         | 女神 | 「心」「魂」の意味。元は人間であったが女神とされた。                     |
| プリアーポス         |                              | Πρίαπος      | Priāpos        | 男神 | 羊飼い、庭園、果樹園の守護神。                                           |
| ブリトマルティス     |                              | Βριτόμαρτις  | Britomartis    | 女神 | ミノア文明における山と狩猟の神。                                         |
| プルートス           |                              | Πλοῦτος      | Ploūtos        | 男神 | 富、収穫の神。                                                           |
| プレーイオネー       |                              | Πληϊόνη      | Plēïonē        | 女神 | プレイアデスの母。                                                       |
| プローテウス         |                              | Πρωτεύς      | Prōteus        | 男神 | 海の神。                                                                 |
| プロメーテウス       |                              | Προμηθεύς    | Promētheús     | 男神 | ティーターン。人間に火を与えた。                                         |
| ヘカテー             | ヘカテイア                   | Ἑκάτη        | Hekátē         | 女神 | 冥界の女神。月を司るともされる。                                         |
| ヘスペリス           |                              | Ἑσπερίς      | Hesperis       | 女神 | 黄昏の女神。                                                             |
| ヘスペロス           |                              | Ἓσπερος      | Hesperos       | 男神 | 宵の明星を司る。                                                         |
| ヘーベー             |                              | Ἥβη          | Hēbē           | 女神 | 「青春」の神格化。ヘーラーの娘で、ヘーラクレースの妻。                   |
| ペーメー             |                              | Φήμη         | Phēmē          | 女神 | 「噂」「名声」の神格化。                                                 |
| ヘーメラー           |                              | Ἡμέρα        | Hēmerā         | 女神 | 「昼」の神格化。                                                         |
| ヘーリオス           |                              | Ἥλιος        | Hēlios         | 男神 | 太陽の神。                                                               |
| ヘルマプロディートス |                              | Ἑρμαφρόδιτος | Hermaphrodītos | 両性 | ヘルメースとアプロディーテーの子で両性具有の神。                         |
| ポイベー             |                              | Φοίβη        | Phoibē         | 女神 | ティーターン。光明神とされる。                                           |
| ポースポロス         | ヘオースポロス               | Φωσφόρος     | Phōsphoros     | 男神 | 暁の明星を司る。                                                         |
| ポタモイ             |                              | Ποταμοί      | Potamoi        | 男神 | 河の神々。                                                               |
| ポボス               | フォボス                     | Φόβος        | Phobos         | 男神 | 恐怖の神。                                                               |
| ホーラー             | 複数：ホーライ               | Ὥρα          | Hōra           | 女神 | 時間、季節、秩序を司る。三柱の姉妹とされるが名前は一定しない。           |
| ポルキュース         |                              | Φόρκυς       | Phorkys        | 男神 | ガイアとポントスの子。                                                   |
| マイア               |                              | Μαῖα         | Maia           | 女神 | ヘルメースの母。                                                         |
| ムネーモシュネー     |                              | Μνημοσύνη    | Mnēmosynē      | 女神 | 「記憶」の神格化。                                                       |
| メーティス           |                              | Μῆτις        | Mētis          | 女神 | 知性、知恵の女神。ゼウスの最初の妻。                                     |
| モイラ               | 複数：モイライ               | Μοῖρα        | Moira          | 女神 | 運命を司る。クロートー、ラケシス、アトロポスの三柱とされる。             |
| モーモス             |                              | Μῶμος        | Mōmos          | 男神 | 「非難」「皮肉」の神格化。                                               |
| モルペウス           | モルフェウス、モルフェ       | Μορφεύς      | Morpheus       | 男神 | 夢の神。                                                                 |
| モロス               |                              | Μόρος        | Moros          | 男神 | 死の運命を司る。                                                         |
| レアー               | レイアー                     | Ῥέα          | Rheā           | 女神 | ティーターン。大地の女神。ゼウスら兄弟の母。                             |
| レートー             |                              | Λητώ         | Lētō           | 女神 | アポローンとアルテミスの母。                                             |

## ニュンペー・その他の種族

### ニュンペー
| 名前         | 別表記                                                     | ギリシア語 | ラテン文字転写 | 概要                                           |
| ------------ | ---------------------------------------------------------- | ---------- | -------------- | ---------------------------------------------- |
| アルセイス   | 複数：アルセイデス                                         | Ἀλσηΐς     | Alseis         | 森のニュンペー。                               |
| オーケアニス | 複数：オーケアニデス                                       | Ὠκεανίς    | Ōkeanis        | 海・泉・地下水のニュンペー。オーケアノスの娘。 |
| オレイアス   | 複数：オレイアデス                                         | Ορεας      | Oreas          | 山のニュンペー。エーコーなどが有名。           |
| ドリュアス   | ハマドリュアス、ドライアド、ドリアード、複数：ドリュアデス | Δρυάς      | Dryas          | 樹木のニュンペー。                             |
| ナーイアス   | 複数：ナーイアデス                                         | Ναιάς      | Nāïas          | 泉・川のニュンペー。                           |
| ネーレーイス | 複数：ネーレーイデス                                       | Νηρηΐς     | Nērēïs         | 海のニュンペー。ネーレウスの娘。               |
| ランパス     | 複数：ランパデス                                           | Λαμπάς     | Lampas         | 冥界のニュンペー。                             |

### その他の種族
ケンタウロス
半人半馬の種族。
- ケイローン - ケンタウロス族の賢者。ヘーラクレースやカストールに武術を教えた。
- ネッソス - ヘーラクレースの妻に手を出そうとしてヘーラクレースに殺害された。
- ポロス - ヘーラクレースが十二の功業の途中で出会い、彼を歓待した。

その他の生物
- サテュロス - 半人半獣（下半身が山羊）の精霊。
  - マルシュアース - アポローンと音楽で競い、敗北したサテュロス。
- シーレーノス - 半人半馬の種族。
- ヒッポカムポス - 上半身が馬、下半身が魚。ポセイドーンの馬車を引く海馬。
- ペーガソス - 翼をもつ馬。

## 人間
【　】内は、単純な長音の省略以外の別表記。

### あ行
あ
- アイアコス - 冥界の裁判官の一人。
- 小アイアース - ロクリスの民の王。トロイア戦争に参戦。
- 大アイアース - サラミース島の王の子。トロイア戦争に参戦。ソポクレスの悲劇『アイアース』の主人公。
- アイエーテース - コルキスの王。金羊毛の持ち主。
- アイオロス - テッサリアの王でアイオリス人の始祖。その孫も同名。
- アイゲウス - アテーナイの王。テーセウスの父。エーゲ海の名前の由来。
- アイトーロス - アイトーリア地方の王。アイトーリアの名前の由来。
- アイネイアース - 【アイネアース、羅：アエネーアース】トロイア王家の子孫、ローマ建国の祖。ウェルギリウスの叙事詩『アエネーイス』の主人公。
- アウゲイアース - エーリス地方の王。アルゴナウタイの一人。ヘーラクレースの十二の功業の5番目「アウゲイアースの家畜小屋掃除」でも言及される。
- アガメムノーン - ミュケーナイ王。トロイア戦争ではギリシア勢の総大将。悲劇『アガメムノーン』の主人公。
- アキレウス - トロイア戦争に参戦。ホメーロスの叙事詩『イーリアス』の主人公。アキレス腱の語源。
- アクタイオーン - 女神アルテミスの沐浴を目撃して怒りを買い、鹿に変えられて自らの猟犬に殺害された。
- アステュアナクス - ヘクトールとアンドロマケーの子。トロイア戦争の際、幼子であったが、ギリシア勢により殺害された。
- アタランテー - アルゴナウタイの一人、優れた女狩人。カリュドーンの猪狩りでも言及される。
- アドーニス - 女神アプロディーテーとペルセポネーに愛された美少年。死後、彼の流した血からアネモネの花が咲いた。
- アドラーストス - アルゴス王。テーバイ攻めの七将の一人。
- アトレウス - ミュケーナイ王。アガメムノーンとメネラーオスの父。
- アムピアラーオス - 予言者。テーバイ攻めの七将の一人。アルゴナウタイにも加わったとされる。
- アムピトリュオーン - イーピクレースの父、ヘーラクレースにとっては義理の父。
- アラクネー - 機織りの技術が女神アテーナーを凌ぐと豪語したため怒りを買い、クモに変えられた。
- アリアドネー - クレーテー王女。テーセウスが迷宮から脱出する手助けをした。後にディオニューソスの妻となる。
- アンティゴネー - テーバイ王オイディプースの娘。七将によるテーバイ攻めの際、兄のポリュネイケースを埋葬しようとしたため、クレオーンにより死刑とされる。ソポクレスの悲劇『アンティゴネー』およびエウリピデスの悲劇『フェニキアの女たち』の主人公。
- アンドロメダー - アイティオピアーの王女。母のカッシオペイアが自身の美貌を女神にも勝ると豪語したために怒りを買い、怪物の生贄とされるところをペルセウスに救われた。アンドロメダ座の由来。

い
- イアーソーン - アルゴナウタイの主導者。
- イーオー - ゼウスに愛されたが、ヘーラーに見つかりそうになった際に牝牛にされた。木星の衛星、イオの由来。
- イーカロス - 蝋で固めた鳥の羽により飛行できるようになったが、父ダイダロスの忠告を無視して太陽に近づきすぎたために落下死した。
- イオカステー - テーバイ王ラーイオスの妻。後に、息子と知らずにオイディプースと結婚し、4人の子供をもうける。
- イーピゲネイア - 【イーフィゲネイア】トロイア戦争の際、アルテミスの命で父アガメムノーンによって犠牲に捧げられる。エウリピデスの悲劇『アウリスのイーピゲネイア』『タウリケのイーピゲネイア』の題材。

え
- エウローペー - 彼女を愛したゼウスは牡牛に姿を変えて誘惑し、近づいてきた彼女を乗せてクレーテー島へ誘拐した。ヨーロッパの語源。木星の衛星エウロパの由来。また、この時のゼウスはおうし座の由来。
- エーレクトラー - ミュケーナイ王アガメムノーンの娘。父を殺した母クリュタイムネーストラーとその情夫アイギストスを殺害する計画を、弟オレステースと共に立てた。心理学用語「エレクトラコンプレックス」の由来。
- エテオクレース - テーバイ王オイディプースの息子。兄弟のポリュネイケースを国から追放し、王座を独占しようとしたが、七将によるテーバイ攻めの際にポリュネイケースと相打ちになり戦死した。
- エンデュミオーン - エーリス地方の王。女神セレーネーとの悲恋で知られる。

お
- オイディプース - 【独：エディプス】テーバイ王。父と知らずに父を殺し、母と知らずに母と結婚した。ソポクレスの悲劇『オイディプス王』の主人公。心理学用語「エディプスコンプレックス」の由来。
- オデュッセウス - イタケーの王。トロイア戦争に参戦した。トロイアの木馬の考案者。ホメロスの叙事詩『オデュッセイア』の主人公。
- オーリーオーン - 【英：オライオン】ポセイドーンの子とされる狩人。女神エーオースやアルテミスとの恋愛で知られる。オリオン座の由来。
- オルペウス - 【オルフェウス、仏：オルフェ】アルゴナウタイの一人。オルペウス教の祖とされる吟遊詩人。妻エウリュディケーを取り戻すために冥界へ下り、生還した。彼の竪琴はこと座の由来。
- オレステース - ミュケーナイ王アガメムノーンの息子。父を殺した母クリュタイムネーストラーとその情夫アイギストスを殺害した事で復讐の女神に追われ、その後アテーナイのアレオパゴスの丘で神々の裁判を受ける。

### か行
- カストール - ディオスクーロイの一人。弟とともにふたご座、およびその恒星カストルの由来となった。
- カッサンドラー - トロイアの王女で予言者。アポローンに愛されたが彼の愛を拒絶したために彼女の予言を誰も信じないよう呪われる。カサンドラ・コンプレックスの由来。
- カッシオペイア - 【カッシオペー】アイティオピアーの王妃。自身の美しさを鼻にかけて神々の怒りを買い、娘を怪物（ケートス）の生贄にされる。カシオペヤ座の由来。
- カドモス - テーバイの祖。
- ガニュメーデース - 【羅：ガニメデ】ゼウスに愛された美少年。オリュンポスの神々の給仕を務める。木星の衛星ガニメデおよびみずがめ座の由来。また、彼を誘拐した際のゼウスはわし座の由来。
- カパネウス - テーバイ攻めの七将の一人。ゼウスの雷さえも自分を止められないと豪語して怒りを買い、雷に打たれて死亡した。
- カリストー - 処女神アルテミスの従者であったが、ゼウスに見初められ、交わって妊娠したことでアルテミスの怒りを買い、熊に変えられる。おおぐま座の由来。
- クリュタイムネーストラー - ミュケーナイの王妃。夫アガメムノーンが娘のイーピゲネイアを犠牲に捧げたことを恨み、トロイア戦争から帰国したところを殺害する。それを恨まれて後に自身の子らに殺害される。

### さ行
- サルペードーン - リュキアの王。トロイア戦争にトロイア勢として参戦した。
- シーシュポス - 【シジフォス】コリントスの創建者。イストミア大祭の創始者。神々を欺いた罰で大岩を山の上まで永遠に持ち上げる罰を受ける。
- シノーペー - ゼウスに愛され、シノーペーの地に攫われた。木星の衛星シノーペの由来。
- スキュラ - 魔女キルケーによって怪物の姿に変えられた。
- セメレー - テーバイの王女。ゼウスに愛されディオニューソスを妊娠するが、ヘーラーの企みによって死亡する。

### た行
- ダイダロス - 大工、発明家。ミーノータウロスを幽閉するための迷宮などを作った。
- ダナエー - アルゴスの王女。ゼウスに愛されてペルセウスを生んだ。
- タンタロス - 人間でありながらゼウスの親友であったが、神々を欺こうとして怒りを買い罰を受ける。
- ディオメーデース - ティーリュンスの領主。トロイア戦争に参戦し、女神であるアプロディーテーにも傷を負わせた。
- デーイポボス - トロイアの王子。トロイア戦争でパリスが死亡した際にヘレネーを妻とする。
- テイレシアース - テーバイの予言者。ソポクレスの悲劇『オイディプス王』やエウリピデスの悲劇『バッカイ』に登場する。
- デウカリオーン - プロメーテウスの子。デウカリオーンの大洪水で知られる。
- テーセウス - アテーナイの王。ポセイドーンの子ともされる。
- テューデウス - テーバイ攻めの七将の一人。
- テラモーン - サラミースの王。アルゴナウタイの一人。ヘーラクレースのトロイア攻略にも参加した。
- テーレマコス - オデュッセウスの子。トロイア戦争から帰国しない父を探して旅に出る。

### な行
- ナウシカアー - スケリア島の王女。ホメロスの叙事詩『オデュッセイア』に登場する。
- ナルキッソス - 水に映る自身の姿に恋をした美少年。ナルシストの語源。
- ニオベー
- ネオプトレモス - アキレウスの子。父の死後トロイア戦争に参戦した。
- ネストール - ピュロスの王。トロイア戦争では戦士として戦うことはなかったが、指揮官として参戦した。
- ネーレウス

### は行
- パーシパエー - クレーテーの王妃。神の怒りを買って牡牛に恋をし、ミーノータウロスを生んだ。
- パトロクロス - アキレウスの親友。トロイア戦争に参戦し、ヘクトールに討たれた。
- パリス - 【アレクサンドロス】トロイアの王子。パリスの審判がトロイア戦争の発端となった。
- パンドーラー - 人類最初の女性とされる。
- ヒュアキントス - アポローンに愛された美少年。死後にヒヤシンスになった。
- ピュグマリオーン - 【ピグマリオーン】キプロス島の王。心理学用語「ピグマリオン効果」、「ピグマリオンコンプレックス」の由来。
- ピロクテーテース - アルゴナウタイの一人。トロイア戦争にも参戦した。
- プリアモス - 【ポダルケース】トロイア最後の王。
- ヘカベー - プリアモスの妃。エウリピデスの悲劇『ヘカベー』の主人公。
- ヘクトール - トロイア王子。トロイア戦争の際の、トロイア勢の総大将。アキレウスに討たれた。
- ペーネロペー - 【ペーネロペイア】オデュッセウスの貞淑な妻。
- ヘーラクレース - ギリシア神話最大の英雄。ゼウスの子。ヘルクレス座の由来。
- ペルセウス - ゼウスの子。ゴルゴーン退治やアンドロメダー救出で知られる。
- ペーレウス - アルゴナウタイの一人。アキレウスの父。
- ヘレネー - ギリシア一の美女。トロイア戦争の発端となる。エウリピデスの悲劇『ヘレネー』の主人公。
- ベレロポーン - 【ベレロポンテース】コリントスの英雄。キマイラ退治などで知られる。
- ペロプス - ペロポネーソス半島の名前の由来。
- ペンテシレイア - アマゾーンの女王。トロイア戦争ではトロイア勢として参加し、アキレウスに討たれた。
- ポリュデウケース - 【羅：ポルックス】ディオスクーロイの一人。兄とともにふたご座およびその恒星カストルの由来となる。
- ポリュネイケース - オイディプースの子。テーバイ攻めの七将の一人で、エテオクレースと相討ちとなり戦死した。

### ま行
- ミダース - プリュギア王。触れるものがすべて金に変わる能力で知られる。
- ミーノース - クレーテーの王。クノーソスの都を創建したとされる。
- メーデイア - 【メディア】コルキスの王女。魔術に長け、アルゴナウタイの冒険を成功に導いた。エウリーピデースの悲劇『メーデイア』の主人公。
- メネラーオス - スパルタの王。トロイア戦争の総大将アガメムノーンの弟で、ヘレネーの夫。
- メレアグロス - アルゴナウタイの一人。カリュドーンの猪狩りの中心人物。

### ら行
- ラーイオス - テーバイ王。自分の子供に殺害されるという予言を恐れて子を捨てるが、神託が実現してオイディプースに殺害される。
- ラーオメドーン - トロイアの城壁の創建者。
- レーダー - スパルタ王テュンダレオースの妻。カストール、ポリュデウケース、ヘレネー、クリュタイムネーストラーの母。

## 異形の神・怪物
【　】内は、単純な長音の省略以外の別表記。
巨人
総称
- アローアダイ - 怪力の巨人。オリュンポスの神々に挑んで滅ぼされる。
- ギガース - 【複数：ギガンテス】ガイアの子ら。ギガントマキアーで打倒される。
- キュクロープス - 英語ではサイクロプス。単眼の巨人。
  - ポリュペーモス - ホメロスの叙事詩『オデュッセイア』に登場するキュクロープス。

- ヘカトンケイル - 【複数：ヘカトンケイレス】50の頭と100の腕を持つ巨人。
- ライストリューゴーン族 - ホメロスの叙事『オデュッセイア』に登場する人食い種族。

個人名
- アトラース - 世界の西の果てで天空を背負う。
- アルゴス - 100の目を持つ巨人。
- ゲーリュオーン - 三頭、または三頭三体の怪物。ヘーラクレースと戦い、敗れて殺害された。
- テューポーン - ゼウスに比肩する強さを持つ巨人。

その他
- エキドナ - 上半身は美女、下半身は蛇、背には翼がある。多くの怪物を生んだ。
- オルトロス - 双頭の犬。ゲーリュオーンの牛の番犬。
- キマイラ - 【英：キメラ】ライオンの頭、山羊の胴、蛇の尻尾を持つ。
- グライアイ - 3姉妹の老婆で、1つしかない歯と目を三人で共有している。
- ケートス - 犬の頭に魚の下半身を持つ巨大な海獣。ペルセウスに退治された。
- ケルベロス - 3つの頭を持つ犬。冥界の番犬。
- ゴルゴーン - ステンノー、エウリュアレー、メドゥーサの3姉妹。
- スキュラ - 上半身は美しい女性、下半身は魚、腰からは6つの犬の首と12本の犬の足が生えている。
- スピンクス - 【スフィンクス】獅子の身体、美しい女性の頭に翼をもつ。
- セイレーン - 【仏：シレーヌ】上半身が人間の女性、下半身が鳥、あるいは魚。美しい歌声で船乗りを惑わす。
- ネメアの獅子 - 人や家畜を襲ったライオン。ヘーラクレースにより退治された。
- ハルピュイア - 【英：ハーピー】頭が人間の女性、体が鳥。
- ヒュドラー - 【ヒドラ】9、あるいは100の首をもつ大蛇。ヘーラクレースにより退治された。うみへび座の由来。
- ミーノータウロス - 牛頭人身の怪物。テーセウスに退治された。
- ラードーン - ヘスペリデスの園で黄金の林檎を守っていた、100の頭を持つ竜。ヘーラクレースに退治された。
- ラミアー - 体の一部が蛇の女性。もとは人間であった。

## 集団名・種族名
他の節に記載のものは除く。
| 名前               | 別表記      | ギリシア語 | ラテン文字転写 | 概要                                             |
| ------------------ | ----------- | ---------- | -------------- | ------------------------------------------------ |
| アルゴナウタイ     |             | Ἀργοναῦται | Argonautai     | アルゴー船で航海をした英雄たちの総称。           |
| オリュンポス十二神 |             | Δωδεκάθεον | Dōdekatheon    | ギリシア神話の中心となる神々。ゼウスなど。       |
| ティーターン       | 英:タイタン | Τιτάν      | Tītān          | オリュンポス十二神に先行する神々。クロノスなど。 |

## 地名
- アテーナイ
- イーリオス【イーリオン、トロイア、トローイア、トロイアー、トロイ、トロヤ】
- エーリュシオン【エリシオン】
- オリュンポス山【オリンポス山】
- クレーテー【クレータ】
- カウカソス【コーカサス】
- コリントス【コリント】
- スパルタ【スパルテー】
- テーバイ【テーベ】
- ピュロス
- プティーア
- プリュギア
- ローマ

## 物品

### 道具・装身具
| 名前             | 別表記                   | ギリシア語 | ラテン文字転写 | 概要                                                                                               |
| ---------------- | ------------------------ | ---------- | -------------- | -------------------------------------------------------------------------------------------------- |
| アイギス         | 羅:アエジス、英:イージス | Αιγίς      | Aigis          | アテーナーの武具。                                                                                 |
| ケーリュケイオン | 羅:カドゥケウス          | κηρύκειον  | kērukeion      | ヘルメースの杖。                                                                                   |
| タラリア         |                          |            | tālāria        | ヘルメースの有翼のサンダル。                                                                       |
| テュルソス       |                          | θύρσος     | thyrsos        | ディオニューソスの杖。                                                                             |
| ハルペー         | ハルパー (ἅρπα)          | ἅρπη       | hárpē          | 鎌状の剣。クロノスがウーラノスを去勢する際や、ペルセウスがメドゥーサの首を刈る際などに使用された。 |

### その他の物品
| 名前             | 別表記                                   | ギリシア語       | ラテン文字転写   | 概要                                                                 |
| ---------------- | ---------------------------------------- | ---------------- | ---------------- | -------------------------------------------------------------------- |
| アダマース       | 英:アダマント                            | ἀδάμας           | adámās           | ダイヤモンドあるいは鋼のような硬い物質。                             |
| アムブロシアー   |                                          | ἀμβροσία         | ambrosia         | 神々の食物。                                                         |
| アルゴー船       |                                          | Ἀργώ             | Argo             | イアーソーンの冒険のために建造された巨大な船。                       |
| アマルテイアの角 | 羅:コルヌー・コーピアエ、英:コルヌコピア |                  | cornū cōpiae     | 山羊アマルテイアの角。豊穣の象徴とされる。                           |
| トロイアの木馬   |                                          | δούρειος ἵππος m | doúreios híppos  | トロイア陥落の決定打となった装置。                                   |
| ネクタル         |                                          | νέκταρ           | néktar           | 神々の飲物。                                                         |
| 不和の林檎       |                                          | μῆλον τῆς Ἔριδος | mêlon tês Éridos | トロイア戦争の発端となった林檎。「最も美しい女神へ」と書かれている。 |

## 出来事
| 名前                 | 別表記 | ギリシア語   | ラテン文字転写 | 概要                                                                                 |
| -------------------- | ------ | ------------ | -------------- | ------------------------------------------------------------------------------------ |
| ギガントマキアー     |        | Γιγαντομαχία | Gigantomakhia  | オリュンポスの神々とギガースたちとの戦い。ティーターノマキアーの後に起きたとされる。 |
| ティーターノマキアー |        | Τιτανομαχία  | Tītānomakhiā   | ゼウス率いるオリュンポスの神々とクロノス率いるティーターンたちとの戦い。             |